# Dendrobium trilamellatum
Dendrobium trilamellatum är en orkidéart som beskrevs av Johannes Jacobus Smith. Dendrobium trilamellatum ingår i släktet Dendrobium, och familjen orkidéer. Inga underarter finns listade i Catalogue of Life.

## Bildgalleri

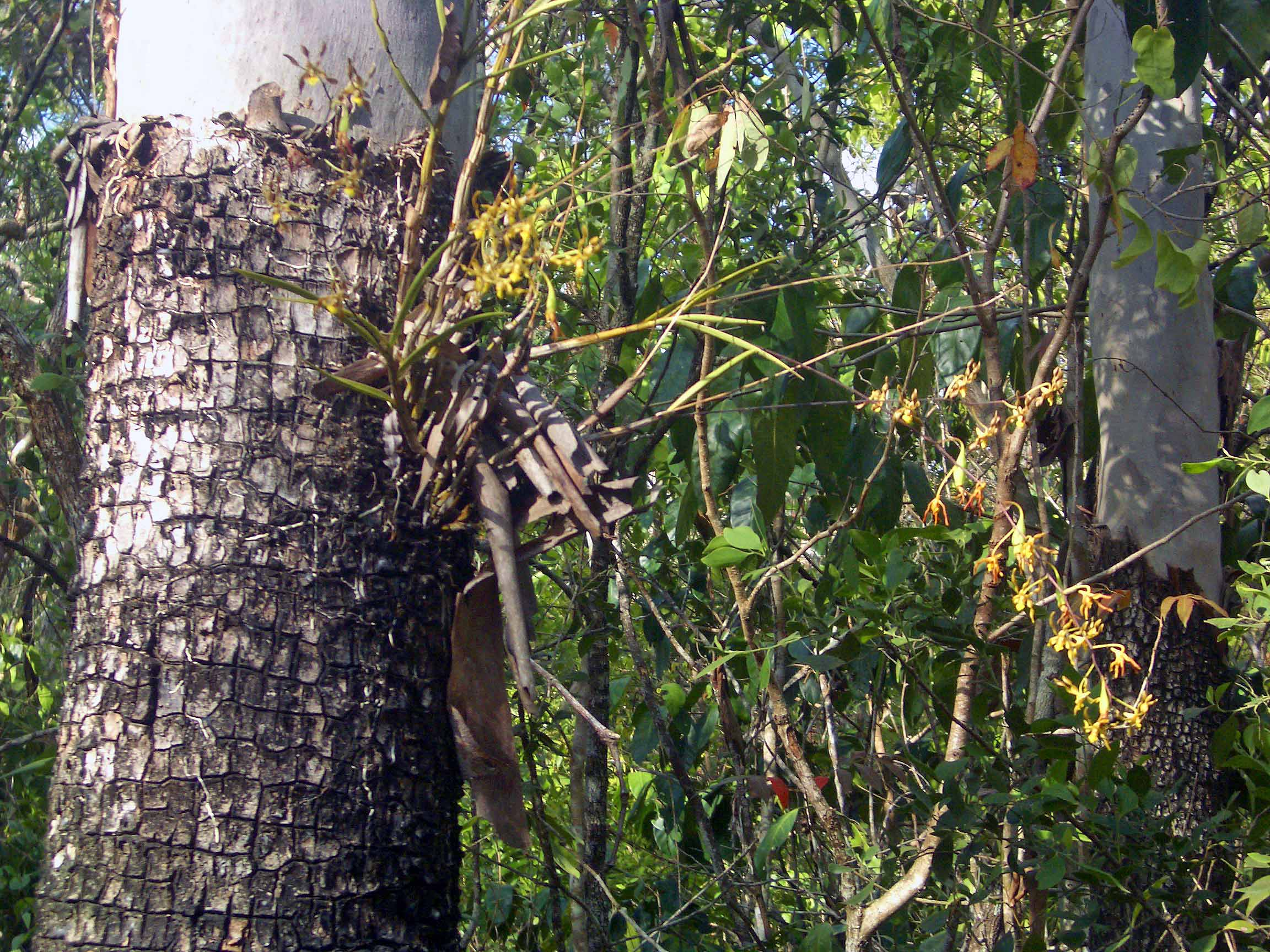
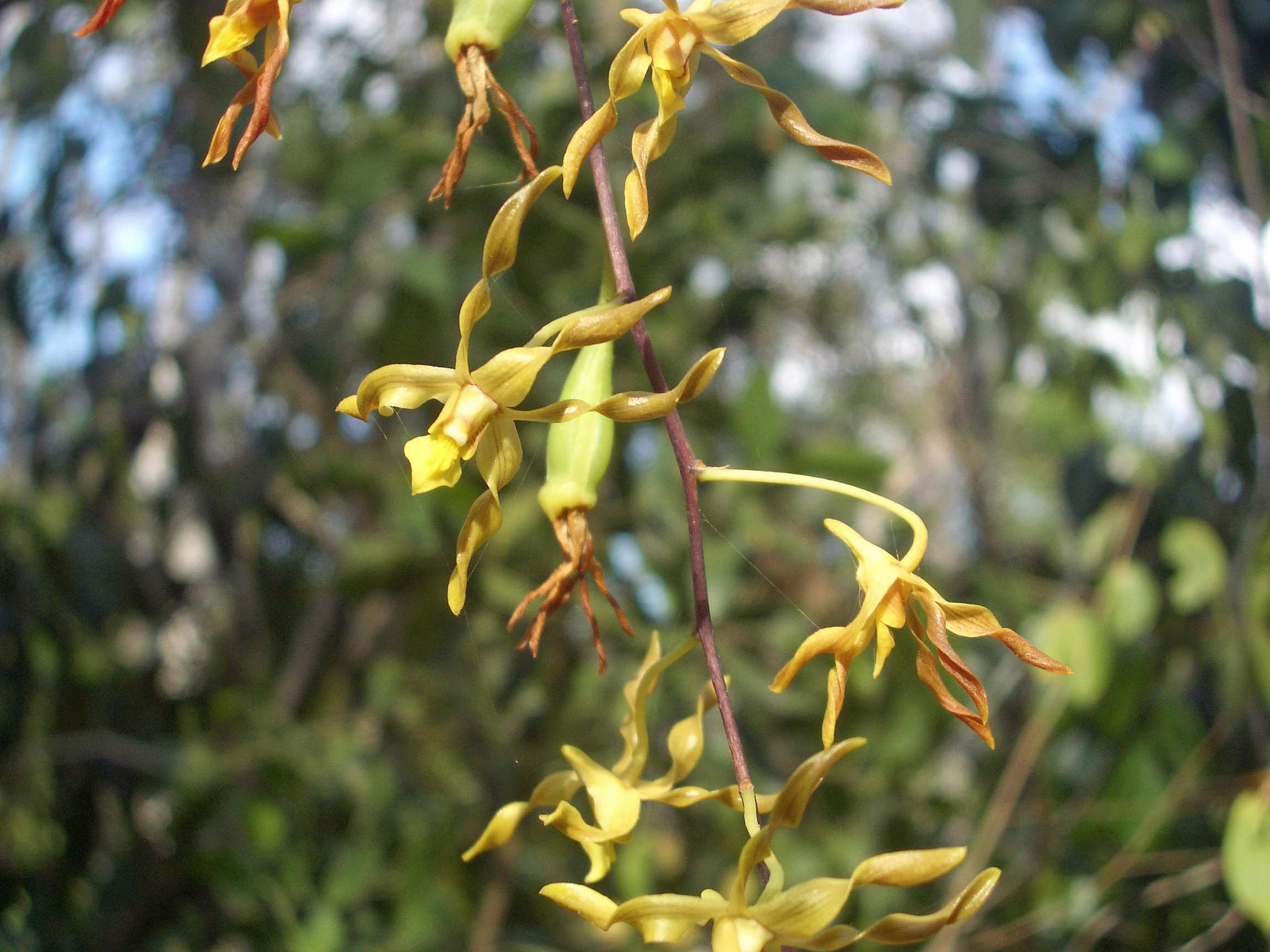